# Livezile (Mehedinți)
Livezile è un comune della Romania di 1687 abitanti, ubicato nel distretto di Mehedinți, nella regione storica dell'Oltenia. 
Il comune è formato dall'unione di 5 villaggi: Izvorălu de Jos, Izvoru Aneștilor, Livezile, Petriș e Ștefan Odobleja, già Valea Izvorului, ma rinominato nel 2005 in onore del medico e ricercatore Ștefan Odobleja, tra i padri fondatori della cibernetica.